# Matalajärvi (sjö i Finland, Kajanaland, lat 64,57, long 29,42)
Matalajärvi är en sjö i Finland. Den ligger i kommunen Hyrynsalmi i landskapet Kajanaland, i den centrala delen av landet, 500 km nordost om huvudstaden Helsingfors. Matalajärvi ligger 231 meter över havet. Arean är 18,4 hektar och strandlinjen är 2,04 kilometer lång. Sjön  ingår i Uleälvens huvudavrinningsområde.   I omgivningarna runt Matalajärvi växer i huvudsak barrskog.